# Apatia (psychopatologia)
Apatia (z gr. apátheia „niewrażliwość” od a „brak” i páthos „doświadczenie, uczucie, namiętność, cierpienie”) – stan znacznie zmniejszonej wrażliwości na bodźce emocjonalne i fizyczne. Towarzyszy mu obniżenie aktywności psychicznej i fizycznej, utrata zainteresowań, zmniejszenie liczby kontaktów społecznych, anhedonia.
Apatia jest częstym objawem depresji. Jest też częstym składnikiem objawów negatywnych w schizofrenii. Występuje także w zaburzeniach nerwicowych, wczesnej fazie kalectwa lub jako reakcja na silny uraz psychiczny.
Pojęcie wywodzi się z filozofii starożytnej (apatheia, stgr. ἀπάθεια), gdzie miało odmienne znaczenie i oznaczało stan pożądany: postawę nieczułości, beznamiętności, niewzruszoności wobec namiętności i przeciwności świata, której osiągnięcie było warunkiem szczęśliwości.